# Durian Demang
Durian Demang is een bestuurslaag in het regentschap Bengkulu Tengah van de provincie Bengkulu, Indonesië. Durian Demang telt 1240 inwoners (volkstelling 2010).